# Къртис Лемей
Къртис Лемей (на английски: Curtis LeMay) е американски генерал от Военновъздушните сили на САЩ.

## Ранни години и военна кариера
Лемей е роден в Кълъмбъс, щата Охайо, на 15 ноември 1906 г. Лемей има английско и френско потекло. Баща му, Ервин Едвин Лемей, работи като строител и общ работник, но никога не се задържа на работа по-дълго от няколко месеца, а майка му – Аризона Доув Лемей, е шивачка. Поради ограниченият доход, семейството му се мести из страната когато баща му търси работа, местенията се разпростират от Монтана до Калифорния. В крайна сметка те се завръщат в родния си град. Лемей учи в държавните училища в Кълъмбъс, като се дипломира в гимназията и учи строително инженерство в Университета на щата Охайо. По пътя си към колежа, завършва бакалавърската си степен по строително инженерство. Излиза с чин младши лейтенант от резерва на въздушните сили през октомври 1929 г. и получава назначение във ВВС на САЩ през януари 1930 г. Докато е в щата Охайо, завършва летателното си обучение през 1931 – 32 г. в Нортън Филд, Кълъмбъс. На 9 юни 1934 г. се жени за Елена Естел Мейтланд, от която има едно дете, Патриша Джейн Лемей Лодж.
Лемей става пилот-изтребител докато е разпределен в Хаваите и се превръща в един от първите членове на Въздушния корпус, които получават специализирано обучение по въздушна навигация. През август 1937 г., става навигатор под командването на Калеб Хейнс, помага за намирането на бойния кораб „Юта“ при учения, проведени в мъгливи условия въпреки че получава грешни координати от военноморското командване. През 1838 г. отново навигира 3 самолета Б-17 над 980 километра през Атлантическия океан, за да открие италианският лайнер „Рекс“. През 1940 г., отново навигира с Хейнс, на прототипа на тежкия бомбардировач Боинг ХБ-15, летящ на разузнавателна мисия от Панама до островите Галапагос. Войната бързо издига Лемей. Когато екипажите му не са на мисия, те са подлагани на безмилостни тренировки, тъй като според Лемей това е ключа към спасяването на живота им. Едно от основните правила при Лемей е „Ще тренираш както се биеш“.

## Втора световна война
Когато САЩ влизат във войната през декември 1941 г. след японското нападение над Пърл Харбър, Лемей е майор във ВВС на САЩ и командир на новосъздадената група за бомбардиране Б -17 Flying Fortress. Поема групата в Англия през октомври 1942 г. като част от 8-а военновъздушна бригада, и я води в битките до май 1943 г. През септември 1943 г. става първият командващ на новосформираната 3-та въздушна дивизия. Лично води няколко опасни мисии, включително над Регенсбург при мисията до Швайнфурт-Регенсбург на 17 август 1943 г. В тази мисия, ръководи 146 Б-17 извън обхвата на ескортиращите изтребители до Регенсбург, Германия, и, след бомбардировките, продължава към бази в Северна Африка, губейки 24 бомбардировача. Тежките загуби на екипажи от ветерани през есента на 1943 г. довеждат 8-а военновъздушна бригада до ограничаване на мисиите ѝ до цели в диапазона на ескортиращите самолети. С напредването на войната в Европа и пристигането на ескортиращи изтребители П-51 „Мустанг“ през януари 1944 г., 8-а военновъздушна бригада отново подновява мисиите си.
През август 1944 г. Лемей е прехвърлен в Азия, за кратко поема контрола над 10-а и 11-а бомбардировъчна дивизия, след което е назначен за отговорник за всички стратегически въздушни операции срещу Японските острови. Лемей скоро стига до заключението, че техниките и тактиките, разработени за използване срещу Луфтвафе в Европа са неподходящи срещу Япония. Неговите бомбардировачи Боинг Б-29 Superfortress, излитащи от Китай, първоначално се оказват неефективни. Оперативните загуби на самолети и екипажи са неприемливо високи поради японската противовъздушна защита през деня и механичните проблеми свързани с Б-29. През януари 1945 г. Лемей е прехвърлен от Китай на Марианските острови, за да замести бригадния генерал Хейууд Хансел който ръководи 19-а бомбардировачна дивизия.
Скоро Лемей се убеждава, че бомбардирането от голяма височина е неефективно поради облачното време над Япония. Освен това, бомбите хвърляни от Б-29 от голяма височина (над 6100 m) често променят траекториите си от мощните въздушни потоци над японските острови, което драстично намалява ефективността на нападенията от висока надморска височина. Скоро Лемей преминава на бомбардировки от ниска височина през нощта със запалителни бомби срещу японските цели – тактика за която висшите командири се застъпват известно време. Японските градове до голяма степен са изградени от материали като дърво и хартия, което ги прави уязвими за запалителни бомби. Бомбардирането от голяма височина продължава само когато времето го позволява или когато важни обекти не са уязвими на бомбардировките със запалителни бомби. Генерал Лемей скоро е информиран от Уилям Фишър, че пилотите на бомбардировачи не са съгласни на мисии на ниска височина поради тежкият противовъздушен огън на японските сили за отбрана. Фишър препоръчва на Лемей да освобождава пилотите които извършват успешни бомбардировки над цели. Лемей реализира този неортодоксален план и така успехът бомбардировките нараства с 80%.
Лемей заповяда бойни операции с Б-29 Superfortress срещу Япония, включително масирани атаки със запалителни бомби срещу 67 японски града. Това включва и бомбардировката на Токио – известна в официални документи като операция „Meetinghouse“ в нощта на март 9 – 10, 1945 г., която е най-разрушителна единична бомбардировка във войната. За тази атака Лемей нарежда сваляне на отбранителните оръжия на 325 Б-29, и натоварването на всеки бомбардировач със запалителни касетъчни бомби, магнезиеви бомби, бомби с бял фосфор и напалм, след което нарежда на бомбардировачите да летят на височина 1500 – 2700 метра над Токио. Първите самолети-водачи пристигат над Токио малко след полунощ на 10 март и маркират целевата зона с пламтящ „X“. В срок от три часа, са пуснати 1665 тона запалителни бомби, които убиват близо 100 000 цивилни, унищожават 250 000 сгради и изгарят 41 km2 от града. Екипажите в края на потока от бомбардировачи съобщават, че миризмата на изгоряла човешка плът достигала до самолетите.
Точни данни не са налични, но се предполага, че в бомбардировъчната кампания срещу Япония, ръководена от Лемей в периода от март 1945 г. до японската капитулация през август 1945 г. са убити повече от 500 000 японски цивилни и 5 милиона остават без дом. Официалното проучване достига до заключението, че са убити 250 000 души. Около 40% от 66 града са унищожени, включително и голяма част от японската военна индустрия.
Лемей е наясно с последиците от заповедите си. Малко след операция „Meetinghouse“ The New York Times съобщава: „Майор Генерал Къртис Е. Лемей, командир на Б-29 на цялата Марианска област, заяви, че ако войната е съкратена с един ден, заслугата за това е на тази атака.“. Аргументът му е, че неговото задължение е да извършва нападения, за да се сложи край на войната възможно най-бързо, като избягва по-нататъшните загуби на жива сила. Лемей също така отбелязва, че при евентуална загуба на САЩ във Втората световна война, напълно е очаквал да бъде съден за военни престъпления.
Президентите Рузвелт и Труман поддържат стратегията на Лемей, позовавайки се на прогноза за един милион съюзнически жертви, ако Япония трябва да бъде нападната. Япония умишлено децентрализира 90% от военната си индустрия в малки подизпълнителни фирми в цивилни райони, което прави огромна част от военната индустрия на Япония имунизирана срещу конвенционалните бомбардировки на САЩ.
Когато бомбардировките със запалителни бомби дават ефект, на Япония се налага да отдели огромни ресурси, за да премести част от жизненоважната си военна индустрия в пещери и планински бункери и така ограничава производството са на военни материали.
По късно Лемей ръководи операция „Starvation“ (прев. от анг. „starvation“ – на бг. „гладуване“) целяща минирането на японските водни пътища и пристанища и по този начин нарушаване на японското корабоплаване и логистика. Висшестоящите на Лемей не одобряват действията му, докато самият той приоритизира задачата и отделя 160 самолета за изпълнението ѝ.

## Студена война

### Берлинска блокада
След Втората световна война, Лемей е прехвърлен за кратко в Пентагона като заместник-началник на въздушния щаб за научни изследвания и развитие. През 1947 г. той се завръща в Европа като командир на ВВС на САЩ, назначен да командва мисиите, касаещи берлинската блокада, която заплашва с глад западните окупационни сили в Берлин. Поради огромният капацитет на самолетите използвани за мисиите, до края на блокадата дневно са изпълнявани по 500 полета и са доставяни 5000 т доставки дневно. Блокадата продължава 11 месеца – изпълнени са 213 000 полета и в Берлин са доставени 1,7 милиона тона храна и гориво. Сблъсквайки се с провала на блокадата, Съветският съюз отваря сухопътните коридори към западен Берлин.

### Въздушно стратегическо командване
През 1948 г. Лемей се завръща в САЩ, за да оглави стратегическото въздушно командване (ВСК) във военновъздушна база Офут, заменяйки генерал Джордж Кени. Когато Лемей поема командването на ВСК, то се състои от малко повече от няколко бомбардировъчни групи от Б-29 с недостатъчно персонал, останали от Втората световна война. По-малко от половината налични самолети са действащи, а екипажите им не са добре обучени. Освен това основните стандарти за сигурност на въздухоплавателните средства са минимални. При извършена проверка на хангар на ВСК, пълен с ядрени стратегически бомбардировачи, Лемей намира един-единствен часови, невъоръжен. След като заповядва тренировъчна бомбардировка в Дейтън, Охайо, Лемей е шокиран да научи, че повечето от стратегическите бомбардировачи, участвали в мисията, са пропуснали целите си с повече от 2 километра. „В цялото ВСК няма дори един екипаж, който да извърши една професионална мисия“, отбелязва Лемей.
На заседание през ноември 1948 г. На ВВС началник на генералния щаб, Хойт Ванденберг, намира генерали който да се заемат с основната мисия на ВСК която тогава е била способността 80% от атомни бомби на САЩ да бъдат използвани в една мисия. На конференция през декември 1948 г., командването на ВВС застават зад позицията на Лемей, че най-висок приоритет на ВСК трябва да бъде максимално бързото използване на ядрените оръжия на САЩ. Лемей създава първият авариен план за нападение на ВСК през март 1949 г., който се позовава на хвърлянето на 133 атомни бомби над 70 града на СССР в рамките на 30 дни. Лемей прогнозира, че Третата световна война ще продължи не повече от 30 дни. Военно въздушните стратези на САЩ наричат този тип превантивен удар – „Да убиеш нация“. Въпреки това, комисията Хармън, единодушно заявява, че такава атака няма да сложи край на войната с руснаците и тяхната индустрия бързо ще се възстанови. Тази комисия е била специално създадена от началник-щабовете да се изследват последиците от масивен ядрен удар срещу Съветския съюз. Независимо от това, в рамките на няколко седмици, Обединеното командване препоръчва утрояване на ядрения арсенал на Америка, и началник-щаба на Ванденберг призова за достатъчно бомби за да могат да се атакуват 220 цели, в сравнение с преди – 70 цели. При получаване на четвъртата си звезда през 1951 г. на възраст 44, Лемей става най-младият генерал с четири звезди в американската история.

### Американски стил на въздушна война и стилът Лемей
Генерал Лемей силно е настоявал за придобиването на голям военно въздушен флот за ВСК, създаването на обширна система на зареждане във въздуха, създаването на много нови въздушни единици и бази, създаването на стратегически балистични ракети и поддържането на система на висока бойна готовност и безпрецедентна бързина на отговор. Всичко това се случва благодарение на бързата модернизация в американската армия допринесла за създаването и на „Елитна гвардия“ на ВСК. Лемей настоява за стриктно обучение и много високи стандарти за производителност за всичкия персонал във ВСК, независимо дали са офицери, редници и сержанти, авиация, механика, или административен персонал. Въпреки безкомпромисната си нагласа по отношение на изпълнението на задачите, Лемей също така е известен със загрижеността си за физическото благосъстояние и комфорт на хората си. Лемей лесно намира начини да насърчи морала на хората си, индивидуалното им изпълнение на задачите и коефициентът на записали се във ВВС чрез редица средства: насърчавайки извън-военни групови дейности, специални привилегии въз основа на резултатите, както и разрешаване на специални униформи, обучение, оборудване, и надбавки за наземния персонал и екипажите на самолетите. Когато Лемей напуска ВСК то се състои от 224 000 летци, близо 2000 тежки бомбардировачи и близо 800 самолети-цистерни. Лемей е назначен за заместник-началник на щаба на Военновъздушните сили на САЩ през юли 1957 г., и служи до 1961.

### Началник генерален щаб
След служба като заместник началник на генералния щаб на ВВС на САЩ (1957 – 1961), Лемей става петият началник на генералния щаб на ВВС на САЩ след пенсионирането на генерал Томас Уайт. Силно вярва, че стратегическите въздушни мисии са по добра алтернатива от тактическото нападение, и по времето на управлението му мисиите за подпомагане на наземните сили от въздуха стават централна политика. Като началник на генералния щаб, Лемей многократно се сблъсква с министъра на отбраната Робърт Макнамара, секретаря на ВВС Юджийн Зукерт, и председателя на съвета на началник-щабовете, армейският генерал Максуел Тейлър.

### Кубинска ракетна криза, 1962
По време на Кубинската криза през 1962 г., Лемей се сблъсква с американския президент Джон Ф. Кенеди и министъра на отбраната Макнамара, твърдейки, че трябва да му бъде позволено да бомбардира ракетните площадки в Куба. Той се противопоставя на морската блокада и след края на кризата, предлага така или иначе Куба да бъде нападната, дори и след като руснаците се съгласяват да оттеглят своите ракети. Кенеди тайно се съгласява да премахне американските ракети от Турция и Италия. Неизвестен факт в САЩ е, че на съветските полеви командири в Куба са били дадени правомощия за изстрелването на ядрените ракети под техен контрол без да искат разрешение от по-висша инстанция. В Куба е имало най-малко 20 ядрени бойни глави със среден обсег на балистичните ракети Р-12 Двина, способни да достигнат градовете на САЩ (включително Вашингтон), всяка от които с 1 мегатон (еквивалентно на 50 бомби хвърлени над Хирошима), и девет тактически ядрени ракети. Ако съветските офицери ги бяха изстреляли, милиони граждани на САЩ е можело да бъдат убити. Последвалият отговор на ВСК със термоядрена атака би убил около сто милиона съветски граждани. Кенеди не дава разрешение на Лемей, но въпреки това впоследствие става ясно, че блокадата е ефективна.

### Виетнамска война
Лемей открито не харесва тактическата авиация във Виетнам където въздушните сили и стандартния профил на атака не веднъж са доказали, че са неефективни срещу виетнамските ПВО. Крилата фраза на Лемей за Виетнамската война е – „Изтребителите са забавни, бомбардировачите са важни.“. След военновъздушните загуби в тактическите мисии, командващите на ВВС осъзнават, че дори изтребителите са изключително уязвими не само срещу противовъздушните снаряди но и срещу силно маневрените съветски изтребители въоръжени с картечница.
Лемей настоява за продължително и стратегическо бомбардиране срещу северно виетнамските градове, пристанища, корабоплаване, както и други стратегически цели. Неговият съвет е игнориран. Вместо това, се предприема политика целяща бомбардирането на коридорите за доставка на жизненоважни ресурси от Лаос и Камбоджа. Кампанията се оказва неуспешна поради факта, че не успява да унищожи достатъчно количество доставки или поне да пречупи мотивацията на подпомагащите страни за помощ на Северен Виетнам. Президентът на САЩ тогава, Линдън Джонсън налага ограничения на бомбардирането поради геополитически причини, поради предположението, че бомбардиране на съветски и китайски кораби би довело СССР и Китай към по директен конфликт със САЩ. Впоследствие става ясно, че стратегията и идеята на Лемей за масово, систематично и стратегическо бомбардиране е ефективна поради факта, че към краят на войната това става една от основните функциониращи нападателни идеи, които повлияват за изхода на войната и на Парижкото споразумение.

## Живот и кариера след войната
Благодарение на жестокото си противопоставяне на политиката на президентът Линдън Джонсън и секретаря на отбраната Робърт Макнамара, Лемей е принуден да се пенсионира през 1965 година и се насочва към политическа кариера. След преместването си в Калифорния, има известни спречквания с умерения републиканец Томас Кучел за мястото му в Сената на САЩ който завършват неуспешно за Лемей.

## Военни почести
Лемей има множество почести и отличия от страни като Белгия, Франция, Япония, СССР, Англия, Аржентина и други.

## Смърт
Лемей умира от сърдечен удар на 1 октомври 1990 година във военно въздушна база „Марч“ в Ривърсайд, Калифорния и е погребан в гробището на военновъздушната академия на САЩ в Колорадо, Колорадо. Жена му Хелен умира 17 месеца след неговата смърт и е погребана до него.
|  | Тази страница частично или изцяло представлява превод на страницата Curtis LeMay в Уикипедия на английски. Оригиналният текст, както и този превод, са защитени от Лиценза „Криейтив Комънс – Признание – Споделяне на споделеното“, а за съдържание, създадено преди юни 2009 година – от Лиценза за свободна документация на ГНУ. Прегледайте историята на редакциите на оригиналната страница, както и на преводната страница, за да видите списъка на съавторите. ВАЖНО: Този шаблон се отнася единствено до авторските права върху съдържанието на статията. Добавянето му не отменя изискването да се посочват конкретни източници на твърденията, които да бъдат благонадеждни. |

1. ↑  books.google.com